# 자양강변길
자양강변길(Jayanggangbyeon-gil)은 서울특별시 광진구 자양동의 영동대교 북단에서 잠실대교 북단까지 이어주는 도로로, 총 연장은 2.818 km이다. 주요 특기로는 강변북로와 나란히 병주하고 있는 도로이다.

## 유래
도로의 명칭이 유래된 것은 자양 2, 3, 4동에 걸친 한강이 인접하여 주민 인지도가 쉬운 도로임을 반영하였기 때문이다.

## 역사
- 2009년 10월 28일 : 도로명으로 자양강변길로 고시

## 주요 경유지
- 광진구
  - 자양4동 - 자양3동 - 자양2동

## 접촉하는 도로
- 동일로 (국도 제47호선)
- 강변북로 (국도 제46호선)
- 능동로 (서울특별시도 제405호선)
- 자양번영로
- 자양로 (국도 제3호선, 서울특별시도 제31호선)

## 주요 건물 및 시설
- 신성기업 (자양강변길 19/자양동 191-1)
- 성수빌딩 (자양강변길 31/자양동 181-1)
- 신양중학교 (자양강변길 73/자양동 57-8)
- 진넥스빌 (자양강변길 251/자양동 588-20)
- 청운주택 (자양강변길 257/자양동 588-22)
- 한양팰리스 (자양강변길 269/자양동 589-16)
- 신호빌라트 (자양강변길 297/자양동 591-12)
- 한강아파트 (자양강변길 301/자양동 591-13)
- 삼일연립 (자양강변길 325/자양동 593-17)